# 釧路川

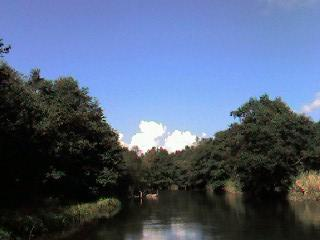
釧路川源流

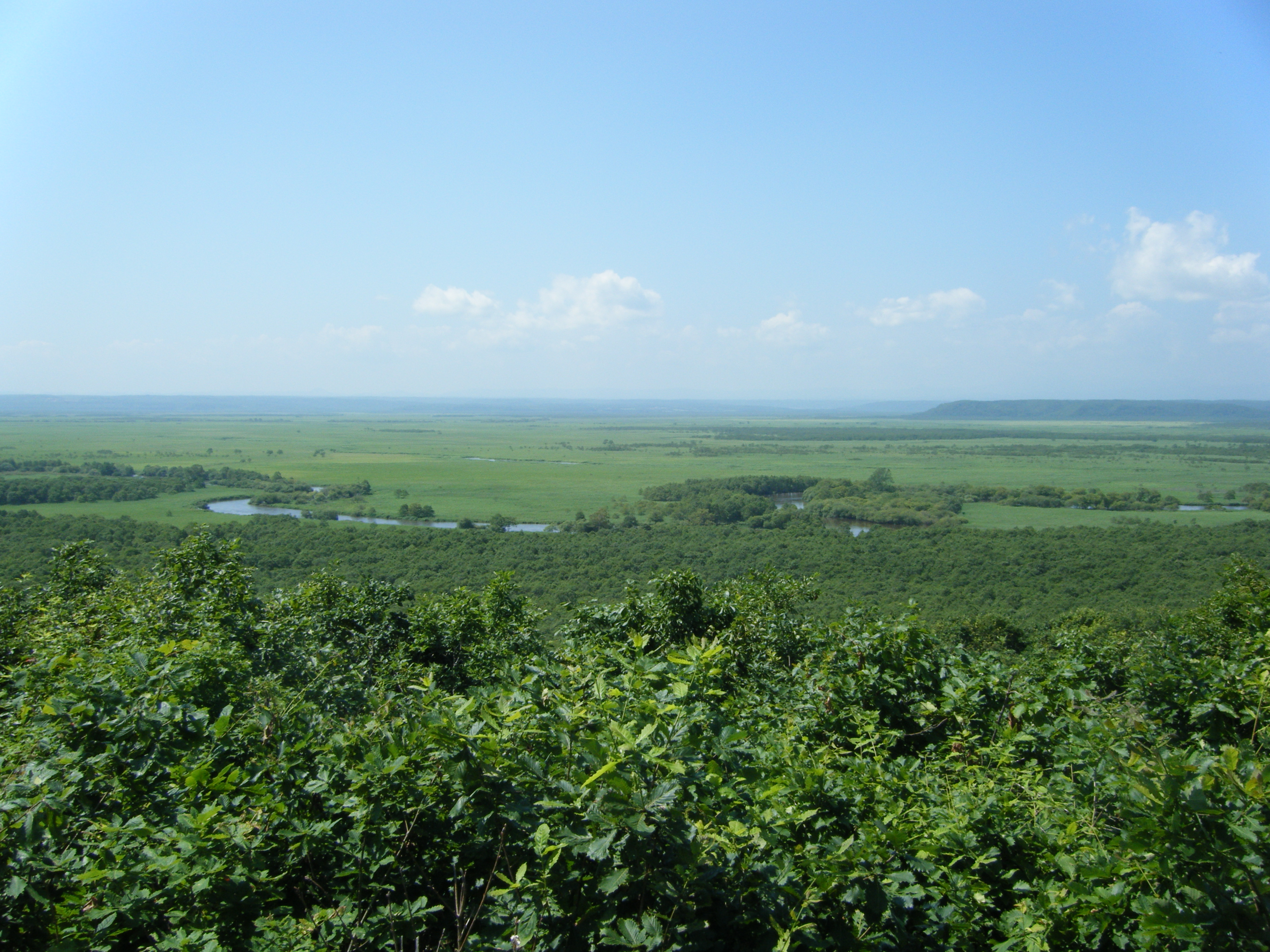
細岡展望台から見た、釧路湿原を蛇行する釧路川（2009年8月）

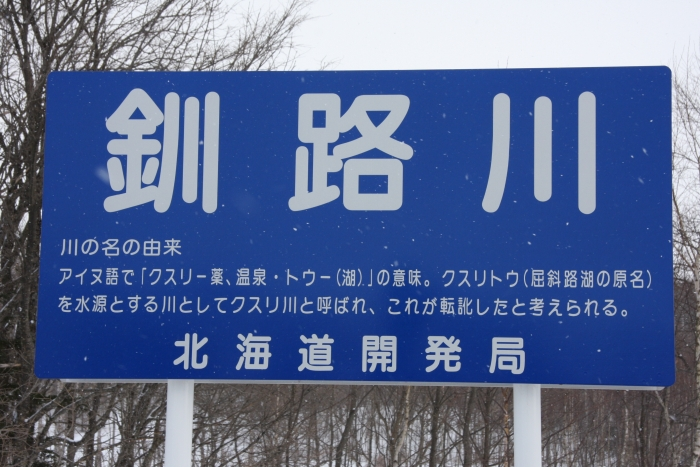
摩周大橋にある釧路川の河川標識（2013年1月）

釧路川（くしろがわ）は、北海道東部を流れ太平洋に注ぐ一級河川。釧路川水系の本流である。下流部の両岸には日本最大の湿原である釧路湿原を形成している。

## 地理
北海道川上郡弟子屈町の屈斜路湖に源を発し、弟子屈町や標茶町の市街地を南へ流れ、日本最大の湿原である釧路湿原の中に入る。釧路郡釧路町の岩保木地点からは、人工河川である「新釧路川」となり、釧路市釧路港の東港区と西港区の間から太平洋に注ぐ。
高低差が少ないため一級河川には珍しく釧路川本流にはダムが設置されていない。
夏季をメインに一年中全国からカヌーの愛好者が川下りのために訪れる。カヌーポイントはいくつかあるが、細岡付近の湿原地帯、塘路付近、屈斜路湖側の源流部分などがある。
2010年、釧路湿原の自然再生事業の一環として直線になっていた茅沼地域の釧路川を約30年ぶりに蛇行に戻した。
釧路川河口の釧路港中央埠頭から釧路町木場の水面貯木場まで木材をいかだによって運搬する光景が風物詩となっていたが水面貯木場の老朽化により2014年度で廃止となった。

## 地名由来
アイヌ語の「クスリ」（薬・温泉）に由来する。水源の屈斜路湖はアイヌ語で「クスリ・トゥ」（薬・温泉の湖）と呼ばれるため、そこから流出する河川を意味するという説や、上流に温泉が数多いところから、その流出水を入れる川であるとする説がある。また、釧路川に西別・根室・斜里・小清水・美幌等へ行ける幹線通路があったところから、「クシ・ペッ」（川から川へ通り抜けることのできる川）という別説もある。

## 流域の自治体
北海道
川上郡弟子屈町、標茶町、釧路郡釧路町、釧路市

## 自然
1970年代の魚類調査では、
- スナヤツメ
- カワヤツメ
- サケ
- カラフトマス
- サクラマス
- ヤマメ
- マスノスケ
- イトウ
- アメマス
- エゾイワナ
- シシャモ
- ワカサギ
- チカ
- キュウリウオ
- ウグイ
- エゾウグイ
- コイ
- フナ
- フクドジョウ
- イバラトミヨ
- イトヨ
- ウキゴリ
- ジュズカケハゼ
- ハナカジカ
- ヌマガレイ

が本流に、支流には他にニジマスとエゾトミヨも見られた。

## 治水
釧路川は釧路港に大量の土砂を運び込み、たびたび洪水も起こしていたため、1931年に岩保木水門から全長11キロの人工河川分水路を開削し、これを「新釧路川」とした。1967年に一級河川の指定を受けた際分水路を幹川と認定したため、北海道開発局が管理することとなった分水路を「釧路川（新水路部）」とし、引き続き北海道の管理下に置かれたかつての下流部を「旧釧路川」とする名称変更を行った。しかし釧路市民は慣れ親しんだ釧路川に「旧」の烙印を押されることに不満を抱き、長年に渡って名称復帰を訴え、その結果2001年4月5日に国土交通大臣の告示により、それぞれ「新釧路川」「釧路川」の名称に戻された。幹川は引き続き「新釧路川」である。
2014年、「新釧路川」は土木学会選奨土木遺産に選ばれる。

## 利水
新釧路川の河口にある日本製紙釧路工場で製紙プラント用の工業用水として利水される。

## 河川施設
- 岩保木水門（いわぼっきすいもん） - 釧路川下流部（旧釧路川）を切り分ける水門。

## 支流
太字内は流路中の湖沼
- 尾札部川（屈斜路湖）
- 鐺別川
  - 最栄利別川
- 仁多川
- 磯分内川
- オタツニウシ川
- ポン多和川
- 多和川
- オソベツ川
  - チョウマナイ川
  - クニクンナイ川
  - シロンド川
- 旧オソベツ川
- ヌマオロ川
- コッタロ川
- シラルトロエトロ川（シラルトロ湖）
- アレキナイ川（塘路湖）
  - モアレキナイ川
  - チョクベツ川
  - ホマカイ川
- 達古武川（達古武沼）
- 久著呂川
- 新釧路川（分流）
  - 雪裡川
    - 茂雪裡川
    - 幌呂川
      - 茂幌呂川
      - 鶴居芦別川

    - ツルハシナイ川

  - 仁々志別川
    - オリヨマップ川
- 旧雪裡川
- 別保川
  - 上別保川
  - オビラシケ川
  - サンタクンベ川
  - 武佐川
- アセッツリ川（釧路市と釧路町の境界となる川）

## 橋梁
- 雪裡橋
- 貝塚大橋
- JR北海道根室本線釧路川橋梁
- 旭橋
- 久寿里橋
- 幣舞橋